# El Teatro
El Teatro (arabe : التياترو) est un théâtre privé tunisien — le premier du pays — situé à Tunis, dans une aile de l'hôtel El Mechtel.
Ouvert le 5 octobre 1987 par l'homme de théâtre Taoufik Jebali et sa compagne Zeyneb Farhat, il est constitué de sa salle principale à l'italienne appelée El Teatro (250 places), d'une salle annexe appelée Carré d'art (100 places) et d'une galerie d'exposition baptisée Aire libre, animée par le plasticien Mahmoud Chelbi.
À la fois scène de théâtre, espace d'accueil, de production et d'animation culturelle ainsi que galerie d'art, El Teatro est dirigé par Zeyneb Farhat. Tout au long de l'année, le lieu offre des représentations théâtrales, des spectacles de danse, des concerts de jazz, des galas de musique arabe, des expositions d'art et des récitals de poésie,. Il est utilisé également comme lieu de rencontres et d'échanges, mais sa direction subit des tracasseries policières durant des années : il est notamment interdit à cette direction en 1996 d'y abriter des manifestations autres qu'artistiques.
Depuis 2002, le théâtre abrite un centre de formation des comédiens, El Teatro Studio, accueillant 170 élèves sous la direction artistique de Jebali, assisté par onze professeurs de théâtre, de danse contemporaine, de musique et de chant. Il abrite également depuis 2000 un ciné-club portant le nom de Djibril Diop Mambety. Lors de la révolution tunisienne et des manifestations de 2011, le lieu sert d'espace de rencontres et d'échanges pour les artistes qui s'associent au mouvement.
Quelques-unes des créations présentées par ce théâtre, comme Questions de vie, Hourya ou Ichkabad, contribuent au succès de la scène théâtrale tunisienne. Le 7 juillet 2009, sa création Manifesto essourour fait l'ouverture du Festival international d'Hammamet.
En 2020, trois pièces sont produites par le théâtre dont La Conférence des oiseaux et Corona mon amour de Naoufel Azara, ainsi que TranstyX de Moncef Zahrouni.